# Горщик-сміхотун
«Горщик-сміхотун» — український мультфільм 1990 року студії «Київнаукфільм».

## Сюжет
Одного разу гончар виліпив горщика який умів сміятись. Хто б не взяв його до рук одразу починає сміятись. Та ось потрапив він до чоловіка, якому все заважало спати, і він зі злості розбив горщика. Уламки його розлетілись по всьому світу і звідусіль почувся сміх.

## Знімальна група
- Автор сценарію: Євген Назаренко
- Кінорежисер: Борис Храневич
- Художник-постановник: Іван Будз
- Композитор: Юрій Шевченко
- Кінооператор: Анатолій Гаврилов
- Звукооператор: Віктор Груздєв
- Художники-мультиплікатори: М. Корольова, Ніна Чурилова, І. Бородаєва, В. Віленко
- Асистенти: Л. Врублевська, О. Янковська, О. Перекладова, В. Грабар
- Монтаж: Юна Срібницька
- Редактор: Світлана Куценко
- Диретор знімальної групи: Іван Мазепа